# Villa Mondragone

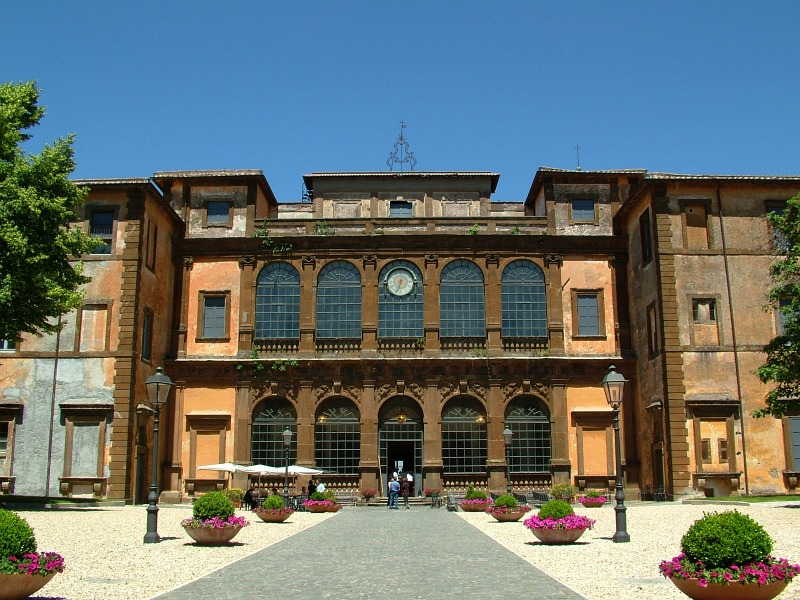
Villa Mondragone.

A Villa Mondragone é uma villa aristocrática localizada originalmente no território da comuna italiana de Frascati (Lácio), e agora no território de Monte Porzio Catone (Colinas Albanas). Está situada sobre uma colina, 416 m acima do nível do mar, numa área denominada, por seus muitos castelos e villas, Castelli Romani, cerca de 20 km a sudeste de Roma, próxima da antiga cidade de Túsculo.

## Histórico

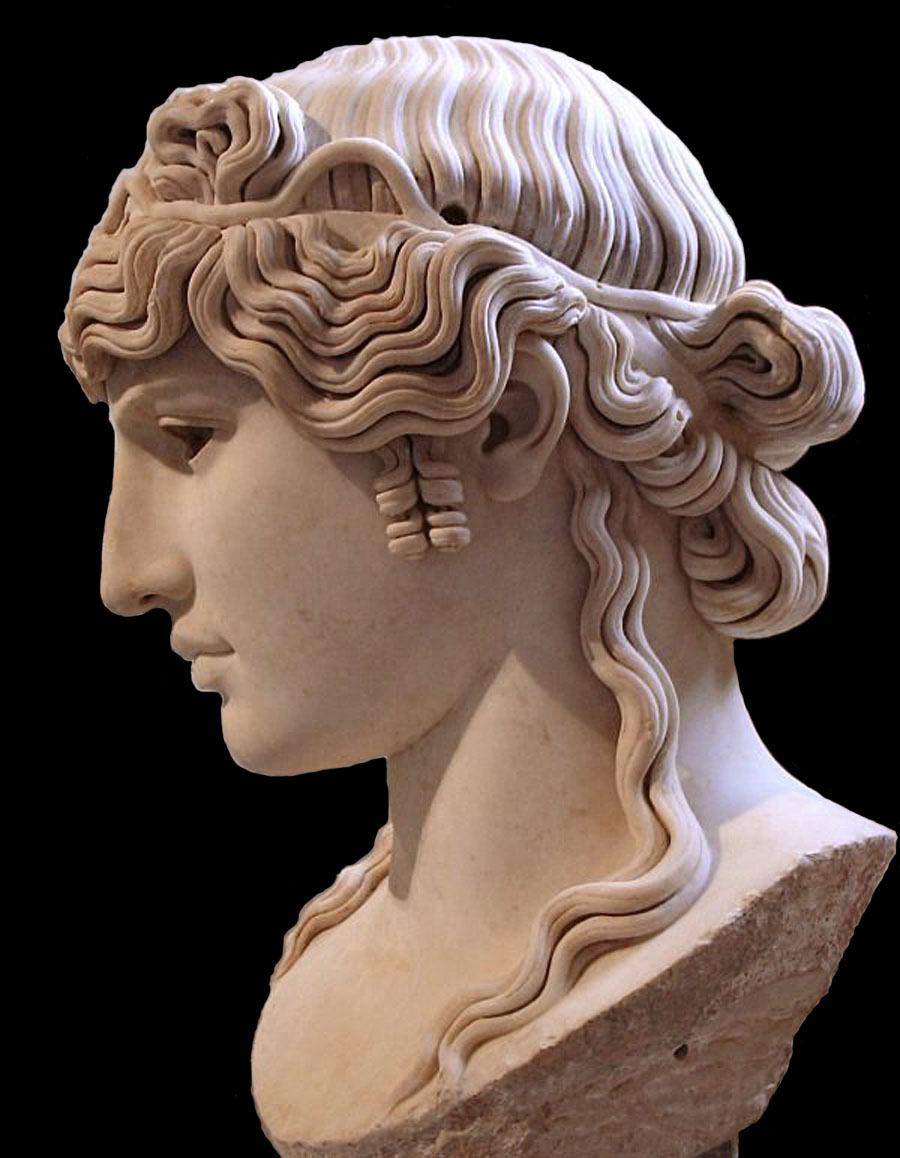
Antinous Mandragone

Foi construída a partir de 1573, pelo Cardeal Marco Sitico Altemps, que contratou  Martino Longhi, o Velho para desenhá-la e ao Palácio Altemps no centro de Roma, no sítio onde estavam os restos da vila romana da família do cônsul Quintílio.
O Papa Gregório XIII, cujo dragão heráldico levou a vila a ser chamada de "Mondragone", usava a vivenda regularmente como residência de verão, como convidado do Cardeal Altemps: ali, em 1582, ele promulgou a bula papal "Inter gravissimas", a qual iniciou a reforma do calendário correntemente em uso e conhecido como calendário gregoriano.
A Villa Mondragone atingiu seu apogeu na época da família Borghese (incluindo o Cardeal Scipione Borghese e o Papa Paulo V), que exibiam lá parte de suas coleções de arte e antiguidades (incluindo o Antínoo Mondragone, cujo nome é uma referência à villa).
Outras pessoas que passaram longos períodos na Villa Mondragone incluem Clemente VII e Paulo V. A partir de 1626, o Papa Urbano VIII decidiu trocar a Villa Mondragone pela residência papal em Castelgandolfo.
Em 1858 George Sand esteve como convidada na villa, e encontrou lá uma atmosfera adequada para ambientar o romance La Daniella. Em 1896, os jesuítas transformaram o local numa instituição de ensino para aristocratas. Em 1912, Wilfrid Michael Voynich adquiriu ali, dos jesuítas, o famoso manuscrito Voynich.
Durante a II Guerra Mundial, o colégio serviu de abrigo para pessoas evacuadas. A instituição foi fechada em 1953 e em 1981, foi vendida pela Ordem dos Jesuítas para a Universidade de Roma Tor Vergata, da qual é correntemente uma sede periférica.